# Operazione OTSC in Kazakistan
L'operazione OTSC in Kazakistan è stata un'operazione militare condotta dall'Organizzazione del trattato di sicurezza collettiva (OTSC), in Kazakistan, con lo scopo di riportare l'ordine pubblico rispetto alle proteste e agli attacchi ai palazzi del governo kazako.

## Storia
Il 2 gennaio 2022 in tutto il paese, a causa dell'aumento dei prezzi sul consumo del gas energetico e di altre prime materie, i manifestanti scesero in piazza per chiedere le dimissioni dell'attuale governo. Il presidente kazako Qasym-Jomart Toqaev chiede alla Russia ed agli alleati l'intervento militare OTSC per la repressione della ribellione e il ripristino dell'ordine pubblico. Il 5 gennaio nella città di Taldıqorğan, nel sud del paese, un gruppo di manifestanti ha abbattuto una statua dell'ex presidente Nursultan Nazarbaev, che si era ritirato dalla politica solo ufficialmente, continuando di fatto a governare il paese e che aveva definito le proteste una minaccia esterna. Definendo i suoi compatrioti come "terroristi".
Il 6 gennaio l'OTSC invia delle truppe.
I manifestanti hanno occupato più di 100 banche e saccheggiato più di 400 veicoli, arrestato il capo dei servizi di sicurezza del paese e occupato degli aeroporti. Il paese dopo il blocco alle attività di estrazione delle criptovalute in Cina è stato meta di molte attività aziendali di criptoestrazione che avrebbero generato un black out energetico, che ha scatenato la crisi, il crollo di numerose criptovalute e il conseguente intervento dei militari per l'antiterrorismo.
Il 9 gennaio il presidente Tokayev annuncia che l'operazione dei militari OTSC ha avuto esito positivo; tuttavia i militari OTSC rimangono nel paese per circa un mese. Il presidente kazako accusa delle presunte presenze dei radicali islamisti, oltre che dei presunti aiuti della NATO ai manifestanti.
Il 13 gennaio il presidente Tokayev annuncia il ritiro delle truppe del OTSC dal Kazakistan.

## Forze armate
La composizione delle forze alleate del OTSC sono costituite in tabella.
| Insegna | Forza armata                                                                         | Componenti | Note                |
| ------- | ------------------------------------------------------------------------------------ | --- | ------------------- |
|         | Forze armate della Repubblica del Kazakistan (Qazaqstan Respwblïkası Qarwlı Küşteri) | Polizia kazaka (Қазақстан полициясы) Guardia nazionale del Kazakistan (Қазақстан Республикасының Ұлттық ұланы) Comitato di Sicurezza Nazionale del Kazakistan (Қазақстан Республикасы Ұлттық Қауіпсіздік Комитеті) Servizio di Sicurezza di Stato della Repubblica del Kazakistan (Қазақстан Республикасы Мемлекеттік күзет қызметі) |                     |
|         | Forze armate della Federazione Russa (Вооружённые силы Российской Федерации)         | 45ª Brigata Spetsnatz (in russo 45-я отдельная гвардейская бригада специального назначения?); 31ª Brigata aviotrasportata delle guardie (in russo 31-я отдельная гвардейская десантно-штурмовая бригада?); 98ª Divisione aviotrasportata delle guardie (in russo 98-я гвардейская воздушно-десантная дивизия?)                       | circa 3 000 soldati |
|         | Forze armate bielorusse (Узброеныя Сілы Беларусі)                                    | Forze speciali bielorusse (Сілы спецыяльных аперацый) Compagnia di mantenimento della pace della Bielorussia (Миротворческая рота Белоруссии) 103ª brigata aviotrasportata delle guardie separate (103-я отдельная гвардейская воздушно-десантная бригада)                                                                           | 500 soldati         |
|         | Forze armate del Tagikistan (Қувваҳои Мусаллаҳи Ҷумҳурии Тоҷикистон)                 | | 200 soldati         |
|         | Forze armate del Kirghizistan (Кыргыз Республикасынын Куралдуу Күчтөрү)              | 25ª Brigata delle Forze Speciali "Scorpione" (25-я бригада специального назначения «Скорпион») | 100 soldati         |
|         | Forze armate armene (Հայաստանի զինված ուժեր)                                         | 12ª Brigata di mantenimento della pace (12-я міратворчая брыгада) | 70 soldati          |